# Carlos Barragán (periodista)
Carlos Barragán (Buenos Aires, 11 de junio de 1964) es un presentador, humorista y guionista argentino. 
Actualmente conduce Todos en cuero en FM La Patriada 102.1 y forma parte de La Negra Pop en Pop 101.5. 

## Biografía
Fue remisero, kiosquero y almacenero.
Estudió para ser maestro de escuela primaria. En 1992 se mudó (hasta 1994) a una vieja casilla de madera al lado de un arroyo en City Bell (en los suburbios de la ciudad de La Plata, a 60 km al sureste de la ciudad de Buenos Aires),  sin televisión ni teléfono, sólo con sus perros.

Cuando ocurrió el atentado a la AMIA le escribí una carta muy visceral a Lalo Mir, que era un buen referente para mí. Era un texto muy duro. Y Lalo la leyó al aire y eso provocó un debate interesante. Luego mandé otra. En diciembre de 1994 lo fui a ver y dos meses después, muy generoso él, me llamó para [el programa] Animal de radio.
Carlos Barragán

Trabajó en el programa Aunque parezca mentira (por radio Mitre).
Estuvo nueve años junto a Lalo Mir, e hizo su debut al micrófono en Tarde negra —el ciclo de Elizabeth Vernaci, que sale al aire por Rock & Pop. A Vernaci también le escribió guiones para el programa Infómanas. Escribió guiones para el actor y humorista Humberto Tortonese (la «diputada Gasconcha»), para el programa Medios locos, para el trompetista y humorista de radio Gillespi, para el periodista y humorista Adolfo Castelo (1940-2002), en el programa Fuga a la medianoche.
Condujo desde 2012 hasta 2015 inclusive Todos en cuero de lunes a viernes de 23:00 a 1:00 h por LRA Radio Nacional.
El 1 de noviembre de 2016 después de 11 meses sin estar en la radio volvió con su programa Todos en cuero, pero con un título diferente: Todos en cuero en Panamá por Radio Del Plata de martes a viernes de 21:00 a 0:00.

## Panelista de «6, 7, 8»

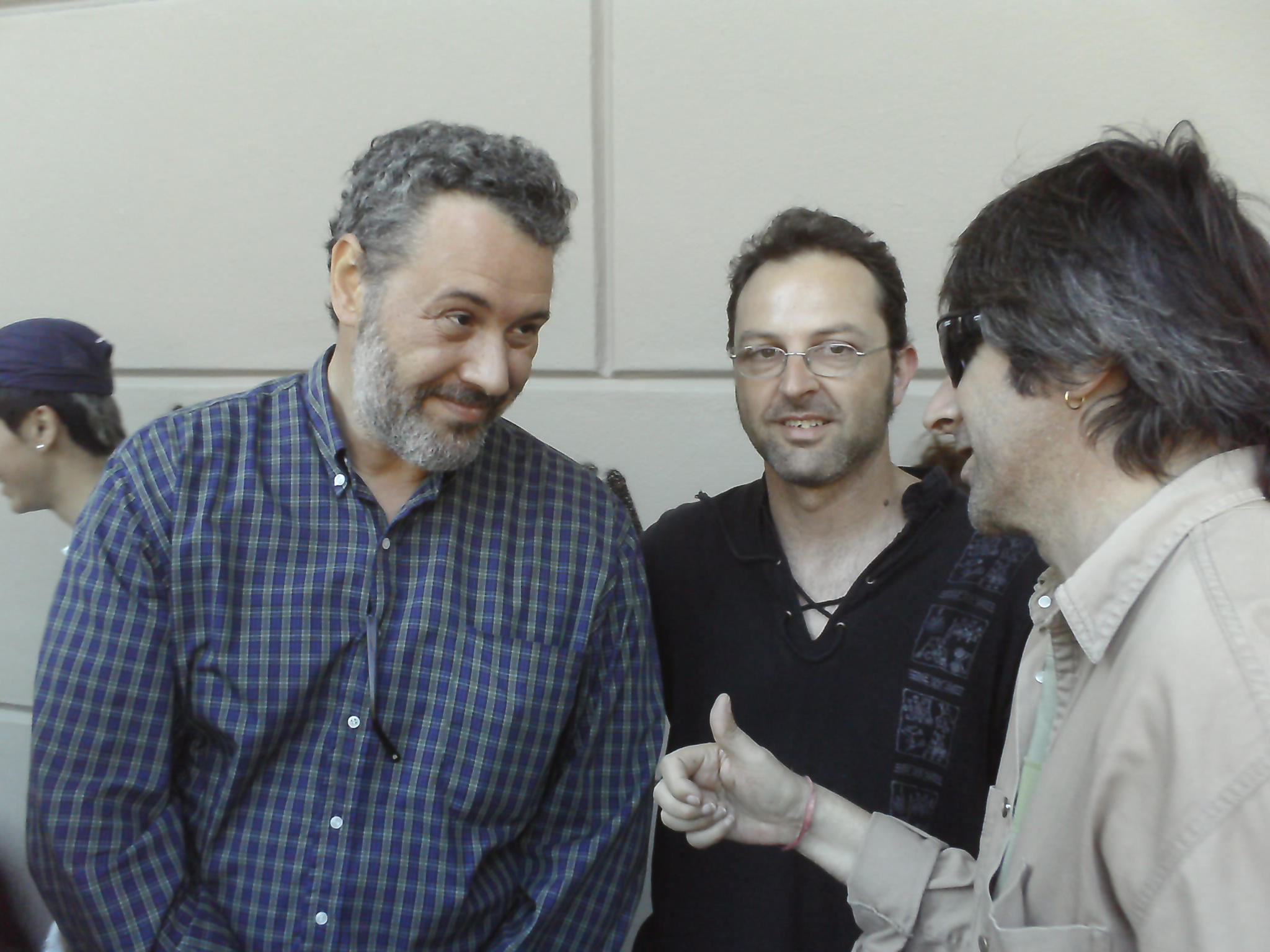
Carlos Barragán (izquierda) en Plaza de Mayo en noviembre de 2010

Por un juicio laboral que Carlos Barragán le ha hecho a Radio y Televisión Argentina, con sentencia favorable confirmada por la Cámara Nacional Laboral, el Estado argentino deberá pagar más de $50 millones en 2024. El reclamo fue por considerarse despedido de un programa que condujo en Radio Nacional, entre 2011 y 2015, del cual fue apartado por decisión del gobierno del presidente Mauricio Macri.   
Desde enero de 2010 hasta fin del 2015 fue panelista del programa político 6, 7, 8 (que analizaba la manera en que representan la realidad los demás medios de comunicación), en el canal estatal Televisión Pública (Canal 7), junto con Sandra Russo, Nora Veiras, Luciano Galende, y Cabito Massa Alcántara.
Sobre el tipo de humor que hace, sostiene:

Mi humor pasa por la política y la ideología, algo que puede resultar agresivo y muy contundente. Es casi como un intento de ajusticiar a todos aquellos que por sus actos no van a sufrir ninguna consecuencia y, por lo menos de esta manera, son juzgados con una frase vengadora.
Carlos Barragán

En 2009 creó una canción con ritmo de bossa nova en la que felicita irónicamente al Jefe de Gobierno de Buenos Aires, Mauricio Macri, por el accionar de la UCEP (Unidad de Control del Espacio Público), organismo público que echaba por la fuerza a pobres e indigentes que dormían en las calles de la ciudad y se quedaba con sus pertenencias.
También crítica el discurso apolítico y en contra de las ideologías del PRO, contrastándolo con las medidas que implementan:
Sé que va a estar buena esta ciudad
con tareas de limpieza y más seguridad.
Crotos en la vereda será cosa de ayer:
basta de ideologías, los tenemos que barrer.
Cuestiona al macrismo por el escándalo de las escuchas telefónicas:
Pinchales el teléfono a los judíos
menos al rabino Bergman que no se mete en líos
Con tu policía secreta vas a seguir de cerca
A los zurdos, las travestis y los que toman merca.
El estribillo de la canción es
Mauricio quemales el colchón